# Ambrogio Campodonico
Ambrogio Campodonico, também conhecido como Ambrósio Campodonico (Castel Gandolfo, 14 de agosto de 1792 - 22 de março de 1869) foi um diplomata e presbítero italiano da Igreja Católica, Internúncio apostólico no Brasil.

## Biografia
Estudou humanidades no Collegio Romano e entrou para o Seminário de "Sant'Apollinare", onde estudou teologia e onde foi ordenado padre, sem se conhecer a data, formando-se também em direito canônico.
Acompanhou o cardeal Tommaso Bernetti em viagem à Rússia, para a coroação do Czar Nicolau I em 1826, permanecendo depois no país até 1835, quando foi enviado à Turim, como encarregado de negócios e trabalhou com Carlos Alberto da Sardenha, de quem conseguiu as simpatias.
Foi nomeado internúncio apostólico no Brasil em 30 de março de 1841, apresentando-se ao Imperador Dom Pedro II em 11 de setembro. A partir de 6 de setembro de 1842, acumulou também o cargo de Delegado Apostólico para a Argentina, Paraguai, Uruguai e Chile.
Durante sua nunciatura, fez importantes movimentos para a proteção dos jesuítas nas antigas colônias hispânicas em que possuía jurisdição, além da reintrodução da Companhia no Império Brasileiro. Contudo, teve que enfrentar as autoridades locais, tanto civis quanto eclesiásticas, sobre a disposição dos membros de ordens religiosas, em especial os capuchinhos, já que governo brasileiro estava se indispondo com os superiores gerais das ordens, ignorava as leis eclesiásticas e pretendia dispor dos missionários, só porque pedia e pagava as suas viagens da Itália para o Brasil. Com relação à nomeação dos bispos Basilio Antonio López e Marco Antonio Maiz para a Diocese de Assunção, teve postura crítica, tanto por acreditar que não teriam o devido conhecimento para administrar uma grande circunscrição, tanto pela dificuldade que o país enfrentava, em especial pelas políticas implementadas pelo presidente José Gaspar Rodríguez de Francia, anos antes, que dificultavam o livre trânsito pelo país.
Em 8 de novembro de 1845, resigna-se da nunciatura e retorna para Roma. Foi nomeado prelado doméstico de Sua Santidade, além de cônego da Basílica Liberiana. Contudo, recusou ser elevado à dignidade de arcebispo pelo Papa Gregório XVI e ser membro do conselho de estado. Foi, ainda, nomeado reitor da Universidade de Roma "La Sapienza" em 1855.
Morreu em 22 de março de 1869, na sua cidade natal.